# Jókai
Jókai (japonsky 妖怪 z 妖 – podezřelý a 怪 – nejistý), někdy také obake nebo bakemono je souhrnné označení pro nejrůznější strašidla, démony, šotky, kouzelná zvířata, přízraky a v širším pojetí pro jakýkoliv nevysvětlený jev v japonském folklóru.

## Vlastnosti
Jókaiové jsou charakterizováni jako bytosti na pomezí – žijí na periferii, na mostech nebo rozcestích, objevují se během soumraku nebo svítání a nejsou ani lidé ani zvířata. Na rozdíl od kami mají často negativní charakterové vlastnosti a tropí neplechu ať už z neomalenosti nebo rozpustilosti. Buddhistickým démonům podobní rohatí zlobři oni mají z jókaiů nejzápornější charakter a nejhrubější chování. Ani oni ale nejsou vyloženě zlí a není třeba je při konfrontaci zabít, není-li to nutné. Hranice mezi těmito dvěma druhy bytostí je ale mlhavá – podle výkladu folkloristy Kunia Janagity (1875–1962) mohou být jókaiové původem kami, kteří časem zdivočeli. Kazuhiko Komacu (* 1947) považuje jako hlavní rozdíl mezi nimi to, že kami jsou uctíváni. Pokud lidé začnou jókaie uctívat, může se stát kamim. Setkání s jedním jókaiem může být negativní v jedné situaci či regionu a pozitivní v jiné: v příbězích stařena z hor jamamba sice v divočině přepadá pocestné a krade dobytek, jindy ale sejde do vesnice a pomáhá rolníkům s prací na poli nebo přináší obchodníkům štěstí nákupem jejich zboží na trhu. Domácí šotek zašiki-waraši zase straší obyvatele přesouváním předmětů nebo rámusem, jeho přítomnost v domě ale přináší blahobyt. Pouhé vyobrazení některých jókaiů má přínášet štěstí nebo ochranu.

## V kultuře období Edo a Meidži
Během období Edo se jejich popisem, kategorizací ale i vymýšlením zabývali učenci a umělci, stali se součástí encyklopedií a vlastních bestiářů. Mezi ty nejznámější patří obrázkový svitek (emaki) Hjakkai Zukan Súšie Sawakiho z roku 1737 a Torijamova čtyřdílná série obrázkových knih (e-hon) s deskotisky Gazu Hjakki Jagjó vydaná mezi lety 1776–1784. Z obávaných a tabuizovaných démonů (např. častý umělecký motiv pandemonia z období Heian) se jókaiové stali mnohem všednějšími a lidé se čtením o nich a prohlížením jejich obrázků spíše bavili. Během období Meidži se objevila snaha o jejich racionalizaci a vědecké – tj. „západní“ – vysvětlení. Tím proslul především filozof Enrjó Inoue (1858–1919).

## Moderní užití
Od druhé poloviny 20. století jsou bytosti jókai častým námětem japonských komiksů, filmů, animovaných seriálů a později také videoher. O to se postaral Šigeru Mizuki, autor úspěšného komiksu GeGeGe no Kitaró o chlapci jménem Kitaró, který je sám jókai, a o jeho nadpřirozených přátelích. Kromě komiksů Mizuki sestavil po vzoru Sekiena Torijamy encyklopedii jókaiů a psal o nich literaturu faktu. V roce 2002 vznikla internetová databáze jókaiů čítající přes 13 tisíc různých položek, která vzbudila velký zájem veřejnosti. Během pandemie covidu-19 se méně známý jókai jménem Amabie stal internetovým memem. Nejstarší zmínka o této mořské panně podobné příšeře (má ptačí hlavu s lidskými vlasy a tělo pokryté šupinami) pochází z roku 1846, kdy měla vyjít z moře a varovat obyvatele před blížící se nemocí. Bojovat s ní prý mohou tak, že budou malovat a šířit její podobiznu. Z tradice jókaiů lokálně spjatých s určitým místem vychází tvorba roztomilých maskotů juru-kjara, kteří se stali v prvním desetiletí 21. století populárním nástrojem propagace japonských památek, sídel, událostí či regionů. V roce 2020 se například prodaly předměty s medvědím maskotem prefektury Kumamoto jménem Kumamon v hodnotě 170 miliard jenů.
Jedním z čistě moderních jókaiů je Kučisake-onna – žena s rozpáranou tváří oslovující kolemjdoucí, která se poprvé objevila v městské legendě z prefektury Gifu v prosinci 1978. Rychle se však mezi školáky rozšířila s pomocí masmédií a v polovině roku 1979 už byla známá po celém Japonsku. Kučisake-onna se stala „reálnou“ hrozbou (děti se údajně bály chodit samy ze školy), na rozdíl od běžných jókaiů, kterých se už v urbanizovaném Japonsku nikdo neobával. Od 80. let zlidověla a začal jí být připisován mnohem starší původ.

## Galerie

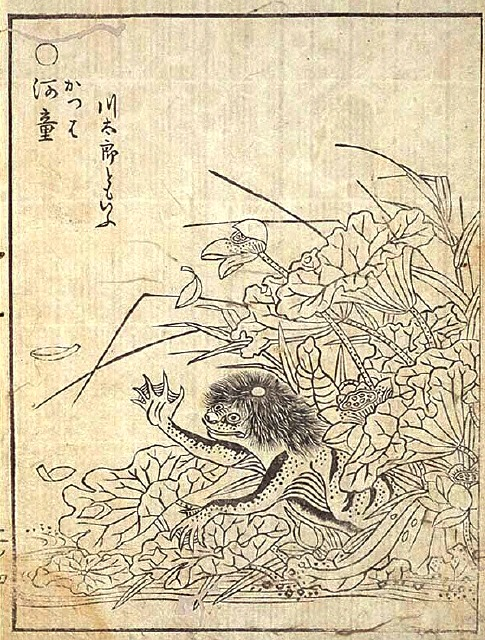
Vodní goblin kappa na ilustraci z Gazu Hjakki Jagjó, Sekien Torijama
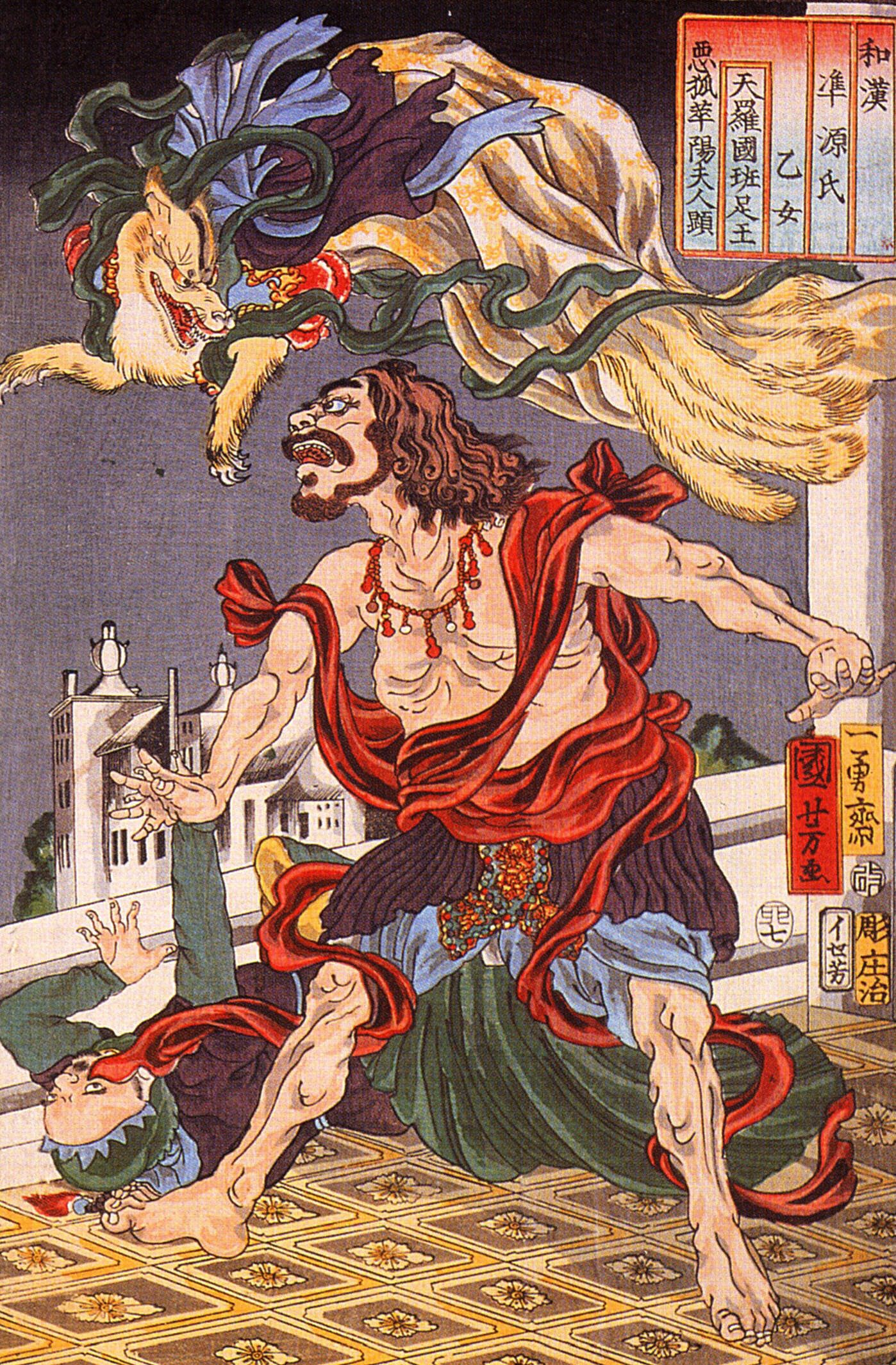
Liščí jókai kicune na deskotisku z 19. století
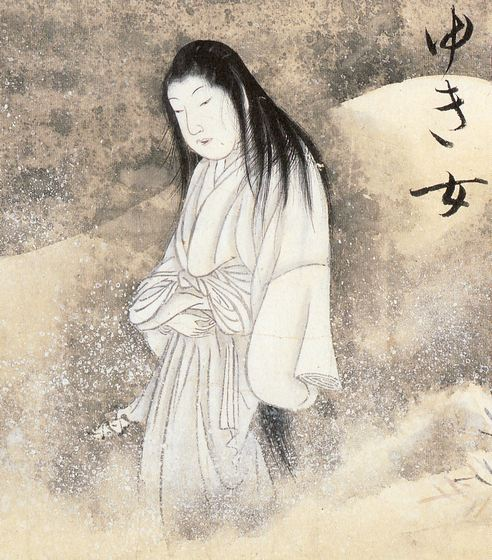
„Sněžná žena“ Juki onna ze svitku Hjakkai Zukan Súšie Sawakiho (1737)
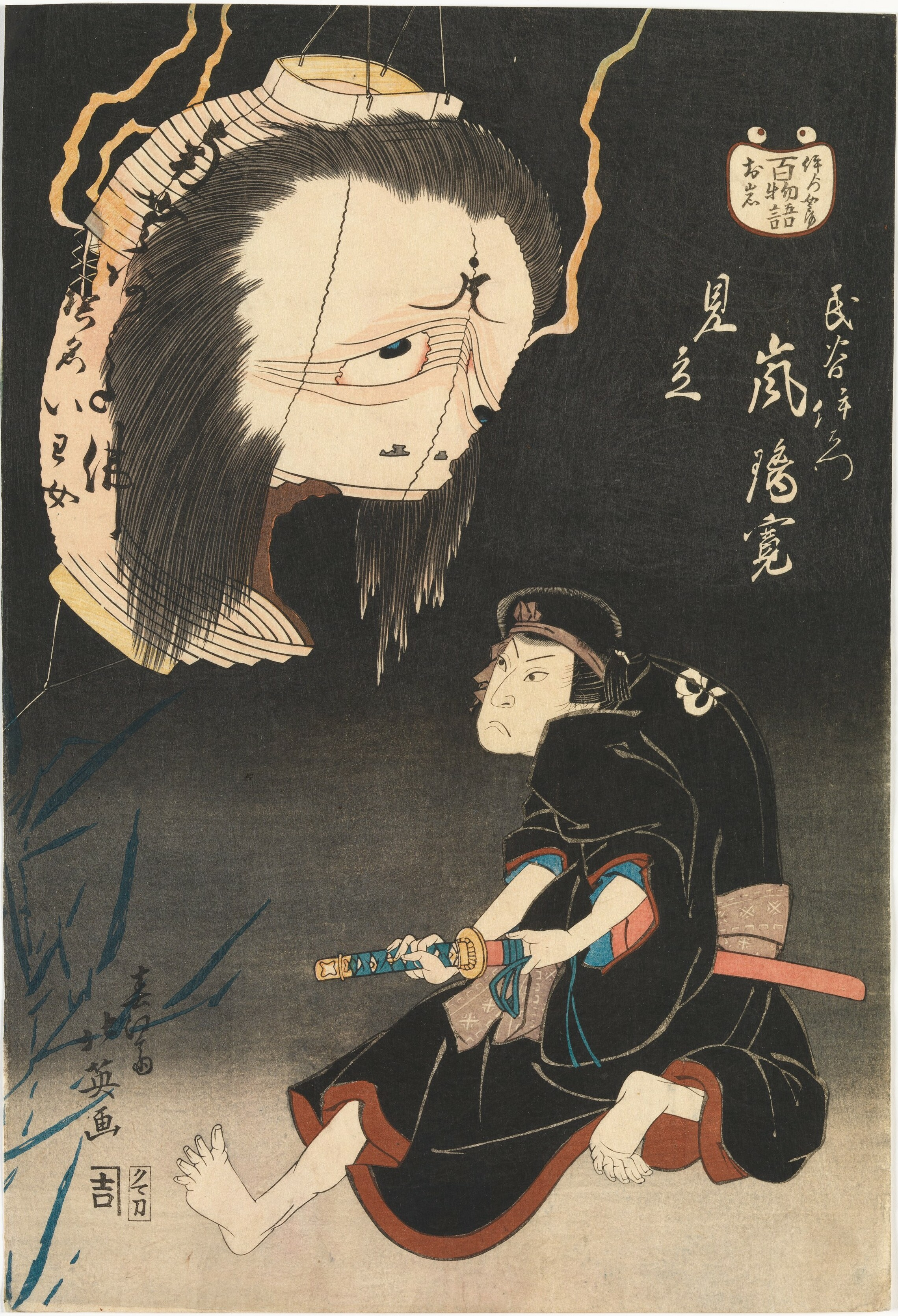
Pomstychtivý duch zjevující se v podobě lucernového jókaie na ilustraci Hokusaie z jeho cyklu Sto příběhů
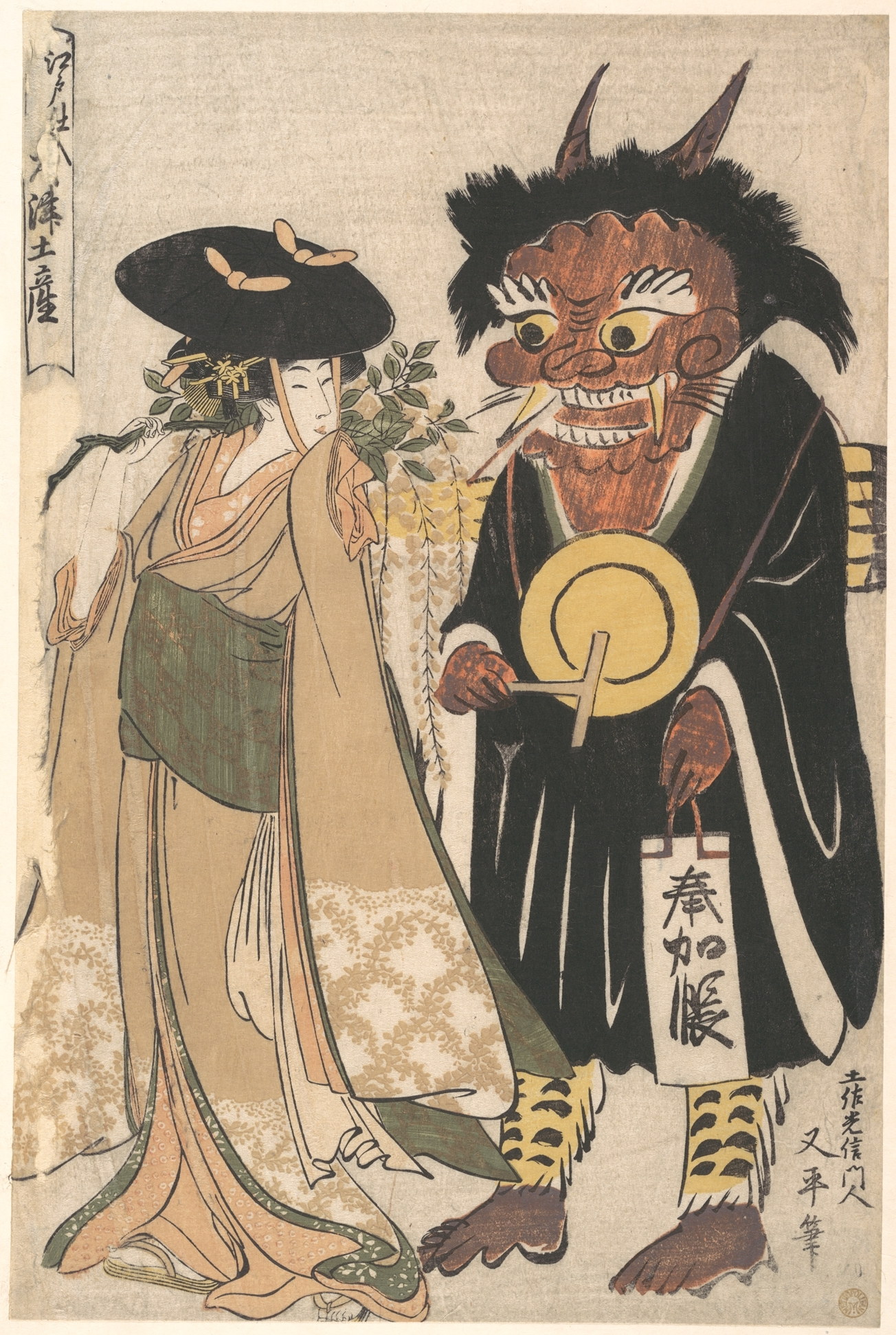
Zlobr oni v rouchu cestujícího mnicha se ženou na deskotisku Utamaro Kitagawy, začátek 19. století
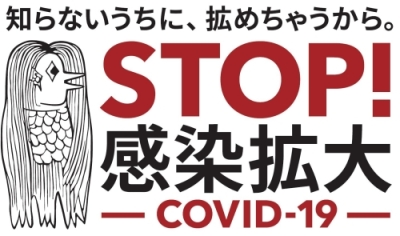
Moderní užití jókaie jménem Amabie na grafice japonského ministerstva zdravotnictví (2020)